# Liverpool St Helens Football Club
Liverpool St Helens Football Club est une équipe de rugby à XV formée avec la fusion du Liverpool Football Club et du St. Helens RUFC. Le club joue actuellement dans le championnat de North 2 West. Ils sont souvent confondu avec le Liverpool Football Club (club de football) ou la St Helens Rugby League Football Club (club de rugby à XIII).

## Histoire
Le premier match du club a eu lieu en 1857. Liverpool Football Club a alors été fondé, un des plus anciens clubs de rugby dans le monde. 
En 1871, quatre joueurs de l'équipe d'Angleterre qui joue le premier match international contre l'Écosse proviennent du club (J. H. Clayton, A. Lyon, E. Tobin 1871, ) Edward Kewley y joue en 1874 et en devient le capitaine en 1877. En 1914, le club a trois capitaines internationaux dans son quinze de départ : Ronald Poulton-Palmer (Angleterre), F.H. Turner (Écosse) et R.A. Lloyd (Irlande). D'autres internationaux jouent pour Liverpool comme Fran Cotton, Maurice Colclough, Mike Slemen et Kevin Simms.
St. Helens RUFC est fondé en 1919 comme St. Helens Old Boys. Les internationaux qui ont joué pour le club sont Alan Ashcroft, John Horton, Nigel Heslop et l'actuel président du club Ray French.
Liverpool et St. Helens fusionnent en 1986 et jouent à Moss Lane qui est le terrain du club de St Helens. Dans les premières années après la fusion, le club passe deux saisons en National Division One, rétrogradant ensuite une saison en Division Two. Pendant cette époque, les internationaux Dewi Morris et Simon Mason jouent pour Liverpool St Helens. Mais ensuite il a chuté jusqu'en Division Four.